# Catedral de Myeong-dong
A Catedral de Nossa Senhora da Imaculada Conceição (em Hangul: 한국 천주교 서울대교구 주교좌 명동대성당), conhecida como catedral de Myeong-dong, é o principal lugar da fé católica da Coreia do Sul.

## História
Foi construida por padre Jean Eugène Coste e outros missionarios franceses no fim do século 19.
Na cripta da catedral repousam os restos mortais dos mártires coreanos.
Durante sua viagem apostólica entre 13 e 18 de agosto 2014, papa Francisco celebrou uma missa na catedral, pela "... reconciliação das duas Coreias..."

## Outras imagens

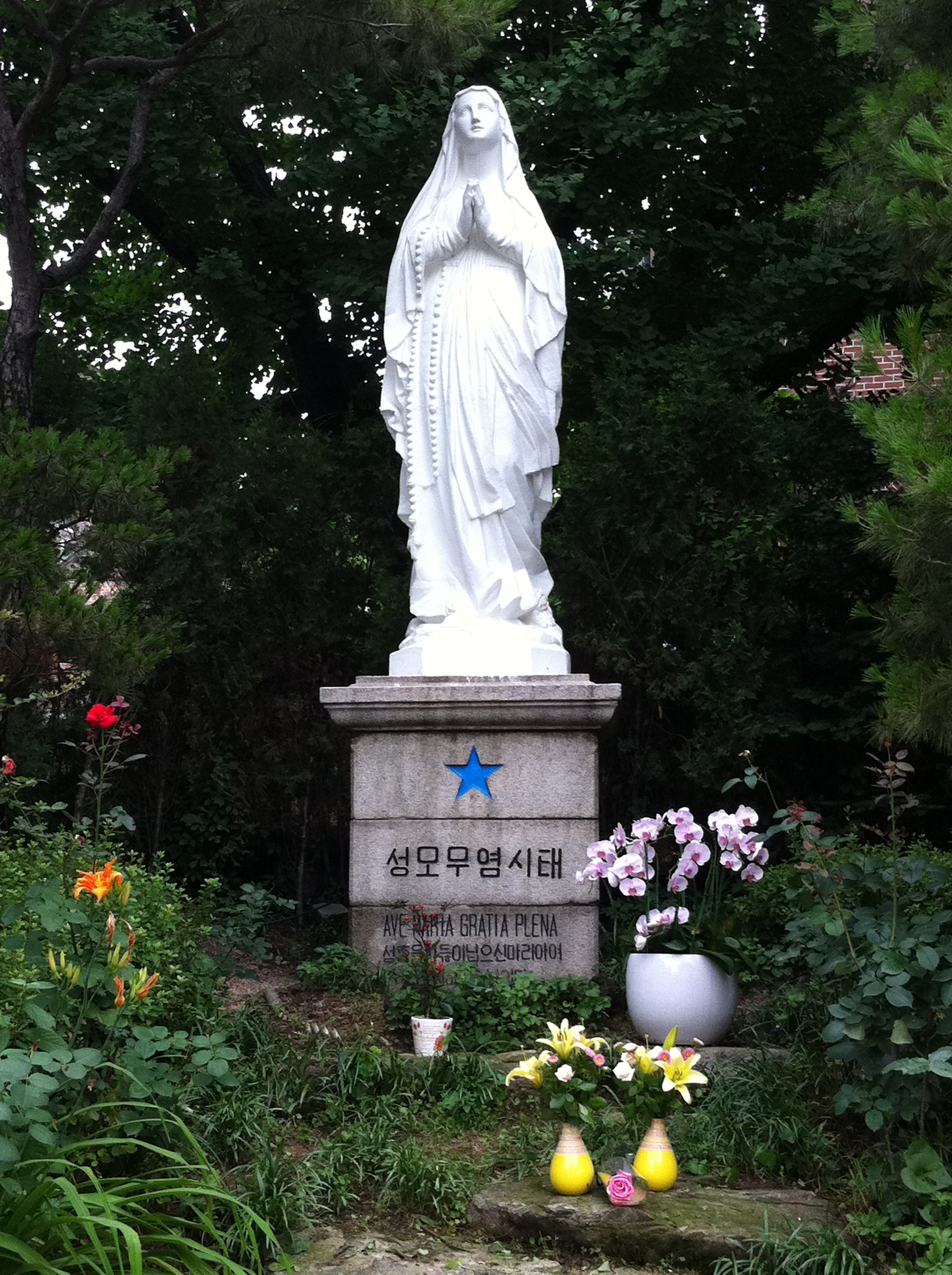
Estatua de Maria perto da catedral.
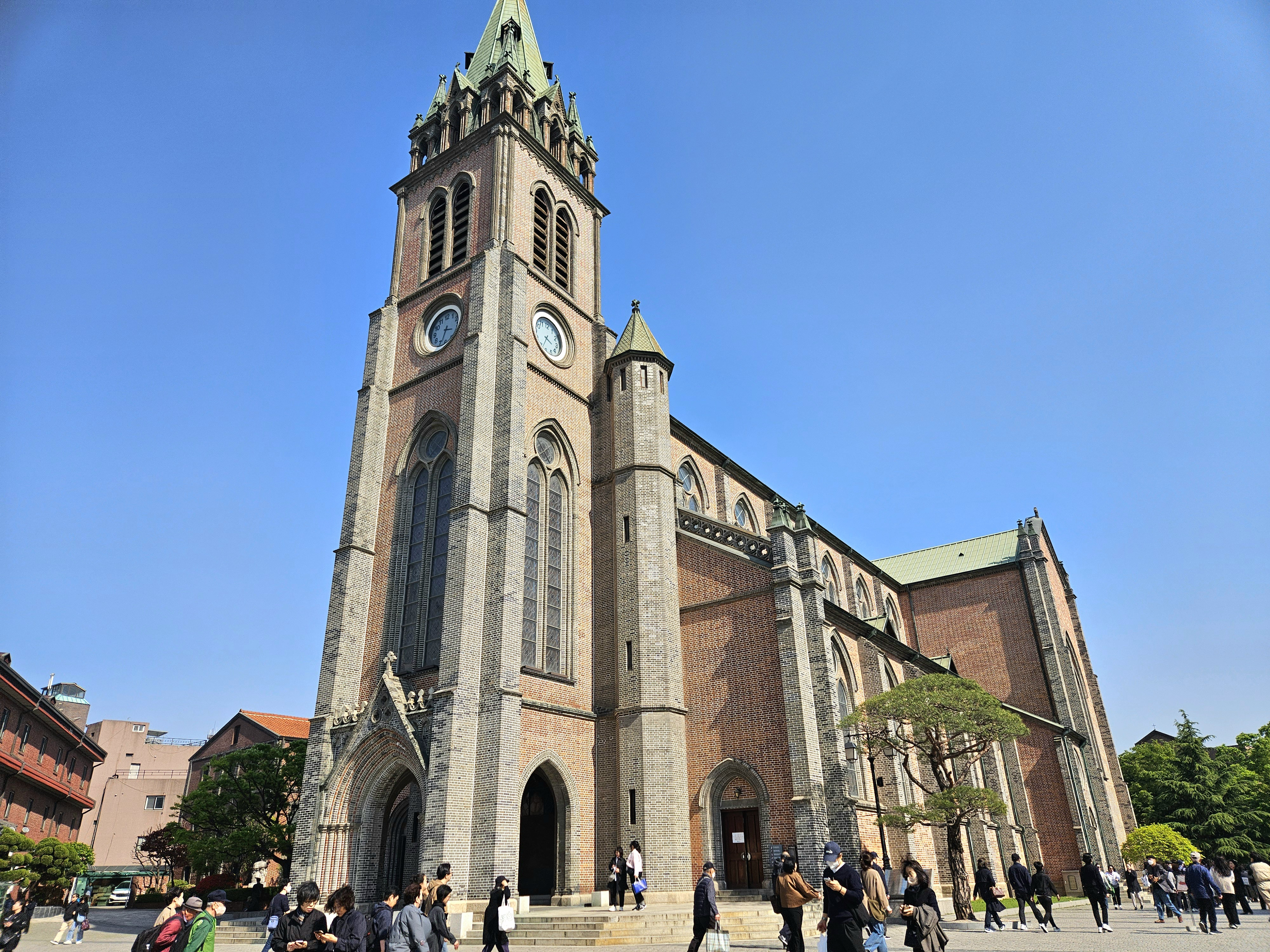
Outra angulação.